# Remo nos Jogos Olímpicos de Verão de 2020 - Skiff quádruplo feminino
A competição do skiff quádruplo feminino do remo nos Jogos Olímpicos de Verão de 2020 foi realizada entre 23 e 28 de julho de 2021, no Sea Forest Waterway, em Tóquio. Um total de 40 remadoras de 10 Comitês Olímpicos Nacionais (CON) participaram do evento.

## Qualificação
Cada CON pode classificar um único barco de quatro remadoras no skiff quádruplo feminino. Um total de 10 vagas estavam disponíveis, sendo atribuídas da seguinte forma:
- 8 pelo Campeonato Mundial de 2019;
- 2 pelas regatas de qualificação finais.

## Formato
No skiff quádruplo cada barco é impulsionado por quatro remadoras. Por serem barcos parelhos, cada remadora usa dois remos, um de cada lado do barco; isso contrasta com os barcos de pontas em que cada remadora tem remos em apenas um lado. A competição consiste em rodadas e usa o formato de duas fases. As finais são realizadas para determinar a colocação de cada barco (na final A são definidas as medalhistas). O percurso usa a distância de 2000 metros que se tornou o padrão olímpico em 1912.

## Calendário
Horário local (UTC+9)
| Dia         | Horário | Fase          |
| ----------- | ------- | ------------- |
| 23 de julho | 11:50   | Eliminatórias |
| 25 de julho | 10:50   | Repescagem    |
| 28 de julho | 9:00    | Final B       |
| 28 de julho | 10:50   | Final A       |

## Medalhistas
|  | CHN China                                   |  | POL Polônia                                                     |  | AUS Austrália                                              |
|  | Chen Yunxia Zhang Ling Lü Yang Cui Xiaotong |  | Agnieszka Kobus Marta Wieliczko Maria Sajdak Katarzyna Zillmann |  | Ria Thompson Rowena Meredith Harriet Hudson Caitlin Cronin |

## Resultados

### Eliminatórias
Os dois primeiros barcos de cada bateria se classificam para a Final A, enquanto o restante disputa a repescagem.
Eliminatória 1
| Pos. | Raia | Remadoras                                                                 | CON                | Tempo   | Notas |
| ---- | ---- | ------------------------------------------------------------------------- | ------------------ | ------- | ----- |
| 1    | 2    | Daniela Schultze Franziska Kampmann Carlotta Nwajide Frieda Hammerling    | GER Alemanha       | 6:18.22 | FA    |
| 2    | 4    | Laila Youssifou Inge Janssen Olivia van Rooijen Nicole Beukers            | NED Países Baixos  | 6:19.36 | FA    |
| 3    | 1    | Hannah Scott Mathilda Hodgkins-Byrne Charlotte Hodgkins-Byrne Lucy Glover | GBR Grã-Bretanha   | 6:20.80 | R     |
| 4    | 3    | Georgia Nugent-O'Leary Ruby Tew Eve MacFarlane Olivia Loe                 | NZL Nova Zelândia  | 6:25.23 | R     |
| 5    | 5    | Cicely Madden Alison Rusher Meghan O'Leary Ellen Tomek                    | USA Estados Unidos | 6:34.36 | R     |

Eliminatória 2
| Pos. | Raia | Remadoras                                                          | CON           | Tempo   | Notas |
| ---- | ---- | ------------------------------------------------------------------ | ------------- | ------- | ----- |
| 1    | 2    | Chen Yunxia Zhang Ling Lü Yang Cui Xiaotong                        | CHN China     | 6:14.32 | FA    |
| 2    | 1    | Agnieszka Kobus Marta Wieliczko Maria Sajdak Katarzyna Zillmann    | POL Polônia   | 6:18.62 | FA    |
| 3    | 4    | Valentina Iseppi Alessandra Montesano Veronica Lisi Stefania Gobbi | ITA Itália    | 6:20.45 | R     |
| 4    | 5    | Ria Thompson Rowena Meredith Harriet Hudson Caitlin Cronin         | AUS Austrália | 6:26.21 | R     |
| 5    | 3    | Violaine Aernoudts Margaux Vailleul Marie Jacquet Emma Lunatti     | FRA França    | 6:33.64 | R     |

### Repescagem
Os dois primeiros barcos se classificam para a Final A, enquanto o restante disputa a Final B (fora da chance por medalhas).
| Pos. | Raia | Remadoras                                                                 | CON                | Tempo   | Notas |
| ---- | ---- | ------------------------------------------------------------------------- | ------------------ | ------- | ----- |
| 1    | 2    | Ria Thompson Rowena Meredith Harriet Hudson Caitlin Cronin                | AUS Austrália      | 6:36.67 | FA    |
| 2    | 3    | Valentina Iseppi Alessandra Montesano Veronica Lisi Stefania Gobbi        | ITA Itália         | 6:37.44 | FA    |
| 3    | 5    | Georgia Nugent-O'Leary Ruby Tew Eve MacFarlane Olivia Loe                 | NZL Nova Zelândia  | 6:39.91 | FB    |
| 4    | 4    | Hannah Scott Mathilda Hodgkins-Byrne Charlotte Hodgkins-Byrne Lucy Glover | GBR Grã-Bretanha   | 6:42.97 | FB    |
| 5    | 6    | Violaine Aernoudts Margaux Bailleul Marie Jacquet Emma Lunatti            | FRA França         | 6:47.41 | FB    |
| 6    | 1    | Cicely Madden Alison Rusher Meghan O'Leary Ellen Tomek                    | USA Estados Unidos | 6:50.74 | FB    |

### Finais
As regatas finais definem as posições de todos as remadoras. Na Final A são decididas os medalhistas.
Final B
| Pos. | Raia | Remadores                                                                 | CON                | Tempo   | Notas |
| ---- | ---- | ------------------------------------------------------------------------- | ------------------ | ------- | ----- |
| 7    | 2    | Hannah Scott Mathilda Hodgkins-Byrne Charlotte Hodgkins-Byrne Lucy Glover | GBR Grã-Bretanha   | 6:25.14 |       |
| 8    | 3    | Georgia Nugent-O'Leary Ruby Tew Eve MacFarlane Olivia Loe                 | NZL Nova Zelândia  | 6:29.00 |       |
| 9    | 4    | Violaine Aernoudts Margaux Bailleul Marie Jacquet Emma Lunatti            | FRA França         | 6:29.70 |       |
| 10   | 1    | Cicely Madden Alison Rusher Meghan O'Leary Ellen Tomek                    | USA Estados Unidos | 6:30.03 |       |

Final A
| Pos.              | Raia | Remadores                                                              | CON               | Tempo   | Notas  |
| ----------------- | ---- | ---------------------------------------------------------------------- | ----------------- | ------- | ------ |
| Medalha de ouro   | 3    | Chen Yunxia Zhang Ling Lü Yang Cui Xiaotong                            | CHN China         | 6:05.13 | WB, OB |
| Medalha de prata  | 5    | Agnieszka Kobus Marta Wieliczko Maria Sajdak Katarzyna Zillmann        | POL Polônia       | 6:11.36 |        |
| Medalha de bronze | 6    | Ria Thompson Rowena Meredith Harriet Hudson Caitlin Cronin             | AUS Austrália     | 6:12.08 |        |
| 4                 | 1    | Valentina Iseppi Alessandra Montesano Veronica Lisi Stefania Gobbi     | ITA Itália        | 6:13.33 |        |
| 5                 | 4    | Daniela Schultze Franziska Kampmann Carlotta Nwajide Frieda Hämmerling | GER Alemanha      | 6:13.41 |        |
| 6                 | 2    | Laila Youssifou Inge Janssen Olivia van Rooijen Nicole Beukers         | NED Países Baixos | 6:15.75 |        |